# Port lotniczy Murmańsk
Port lotniczy  (ros. Аэропо́рт Му́рманск), IATA: MMK, ICAO: ULMM − port lotniczy położony 20 km na południe od Murmańska, w Obwodzie murmańskim, w Rosji.

## Linie lotnicze i połączenia
| Linia lotnicza        | Kierunek                                                                    |
| --------------------- | --------------------------------------------------------------------------- |
| Aerofłot              | 1. Moskwa-Szeremietiewo                                                     |
| AZIMUT                | 1. Kaługa (od 4 marca 2024) 2. Soczi (od 4 marca 2024)                      |
| Belavia               | 1. Mińsk                                                                    |
| Pobeda                | 1. Moskwa-Szeremietiewo                                                     |
| Rossija               | 1. Moskwa-Szeremietiewo 2. Sankt Petersburg                                 |
| S7 Airlines           | 1. Moskwa-Domodiedowo                                                       |
| Severstal Air Company | 1. Archangielsk 2. Czerepowiec                                              |
| Smartavia             | 1. Moskwa-Szeremietiewo 2. Sankt Petersburg Sezonowo: 1. Królewiec 2. Soczi |
| UVT Aero              | 1. Kazań 2. Tiumeń                                                          |